# Olga Walerjewna Worobjowa
Olga Walerjewna Worobjowa, geborene Baranowa (russisch Ольга Валерьевна Воробьёва (Баранова); englisch Olga Vorobeva; * 12. Oktober 1990 in Abakan, Chakassische Autonome Oblast, Russische SFSR, Sowjetunion) ist eine russische Tischtennisspielerin.

## Werdegang
Erste internationale Auftritte hatte die Russin bei Jugend-Weltmeisterschaften und anderen Turnieren. So wurde sie 2007 unter anderem mit der Mannschaft Jugend-Europameisterin.
Beim selben Event kam sie sonst aber nicht in die Nähe von Medaillenrängen. Mit dem Team gewann sie 2017 außerdem Bronze bei der Europameisterschaft. Bis heute (Stand: 2020) nahm sie an insgesamt sechs Europameisterschaften und vier Weltmeisterschaften teil.
Außerdem vertrat Worobjowa Russland bei den Europaspielen 2019, mit der russischen Auswahl kam sie dort bis ins Viertelfinale.

## Turnierergebnisse
Quelle:
| Verband | Veranstaltung            | Jahr | Ort           | Land | Einzel       | Doppel    | Mixed     | Team          |
| ------- | ------------------------ | ---- | ------------- | ---- | ------------ | --------- | --------- | ------------- |
| RUS     | Europaspiele             | 2019 | Minsk         | BLR  |              |           |           | 5.-9. Platz   |
| RUS     | Weltmeisterschaft        | 2010 | Moskau        | RUS  |              |           |           | 10.-16. Platz |
| RUS     | Weltmeisterschaft        | 2013 | Paris         | FRA  | keine Teiln. | letzte 64 |           |               |
| RUS     | Weltmeisterschaft        | 2014 | Tokio         | JPN  |              |           |           | 17.-24. Platz |
| RUS     | Weltmeisterschaft        | 2017 | Düsseldorf    | GER  | letzte 128   | letzte 64 | letzte 64 |               |
| RUS     | Europameisterschaft      | 2012 | Herning       | DEN  | letzte 64    | letzte 32 |           |               |
| RUS     | Europameisterschaft      | 2013 | Schwechat     | AUT  | letzte 64    | Qual.     |           |               |
| RUS     | Europameisterschaft      | 2014 | Lissabon      | POR  |              |           |           | 10.-16. Platz |
| RUS     | Europameisterschaft      | 2015 | Jeketarinburg | RUS  | letzte 64    | letzte 32 |           |               |
| RUS     | Europameisterschaft      | 2017 | Luxemburg     | LUX  |              |           |           | 3             |
| RUS     | Europameisterschaft      | 2019 | Nantes        | FRA  |              |           |           | 5.- 9. Platz  |
| RUS     | Jugend-Weltmeisterschaft | 2007 | Palo Alto     | ITA  | letzte 64    | letzte 16 |           |               |
| RUS     | Jugend-Weltmeisterschaft | 2008 | Madrid        | ESP  | letzte 32    | letzte 32 | letzte 64 |               |